# 韓毓霞

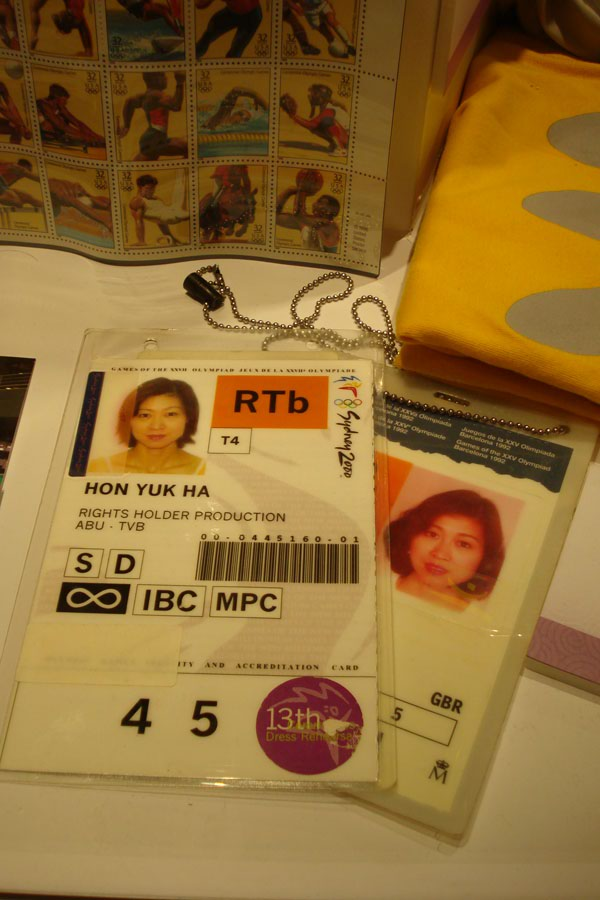
韓毓霞參與1992年及2000年兩屆奧運的奧運會身份和註冊卡

韓毓霞（1960年11月—），香港無綫電視體育節目主持，自1992年巴塞隆納奧運起，連續七屆為無綫電視親身探訪奧運運動員，前無綫電視部頭合約女藝員，已於2020年3月約滿後退休，結束與無綫電視36年之賓主關係。2022年，短暫復出參演由編劇吳煒倫導演處女作《毒舌大狀》，於2023年以賀歲片形式上映。

## 背景
韓毓霞早年入讀聖博德學校及中華基督教會銘基書院，在校時參與過校內話劇活動。1979年就讀預科期間參加該年度香港小姐競選，落選後繼續學業。後來在1984年畢業於香港中文大學英文系，同屆同學有前香港行政長官辦公室新聞統籌專員何安達。她於1984年正準備考大學畢業試之前，留意到無綫電視司儀訓練班的電視廣告，於是報名参加，一共有4名學員。尚未完成訓練班課程就被無綫電視安排負責為《歡樂今宵》撰稿，半年後再獲體育節目總監勞翰貽賞識（勞氏認為韓毓霞表現自然）而被調入體育組主持《體育世界》，起初先擔任採訪記者，1990年首次採訪大型運動會─北京亞運會；而此前她在外於一所寫字樓任職文員。
韓投身演藝界初年已有意參演劇集，惟當年電視台體育組欠缺人手，最終未能成事，直至2000年才開始演戲。她於2001年起在西貢經營糖水甜品舖「甜源居」，亦當過地產經紀。自2002年起任教於珠海書院傳理系，為期7年，2005年畢業於萊斯特大學大众传播系碩士。入行多年曾参予七屆奧运会直播工作。此外也被稱「體壇譚玉瑛」，因為她已主持無綫電視節目《體育世界》多年。而譚玉瑛亦曾在無綫電視主持兒童節目良久。及至2020年，韓毓霞約滿無綫電視後不再續約。2022年獲導演吳煒倫邀請出演《毒舌大狀》。現多花時間做運動，當有邀請時會作幕前演出。

## 個人生活
韓毓霞是一名離婚人士，曾經擁有一段達12年的婚姻關係。現時與圈外男朋友交往。

## 主持作品
- 1985年-2018年：《體育世界》
- 1987年：《第六屆全運會》
- 1992年-2016年：《奥林匹克運動會》
- 1999年：《六合彩》（與劉綽琪、傅楚卉輪流主持）
- 2001年：《支持北京申辦二○○八奧運大行動》（特輯，與陳百祥及顧紀筠一同主持[14]）
- 2009年、2011年、2014年：《沙田龍舟競渡》

## 演出作品

### 電視劇（無綫電視）
| 年份         | 劇名               | 角色          | 備註              |
| 1991年       | 我愛玫瑰園         | 洪祖曼        | 第37集            |
| 2000年       | 新鮮人             | 阮唐綺霞      |                   |
| 2003年       | 衝上雲霄           | Moon          | 第22-24、29、32集 |
| 2006年       | 飛短留長父子兵     | 黃議員        |                   |
| 2010年       | 女人最痛           | 嘉嘉老闆      | 第20集            |
| 2010年       | 天天天晴           | 領事夫人Erica |                   |
| 2010年       | 巾幗梟雄之義海豪情 | 梅蘭香        | 第11-15集         |
| 2011年       | 點解阿Sir係阿Sir   | 程文詩        |                   |
| 2011年       | 花花世界花家姐     | 醫生          | 第18集            |
| 2011年       | 誰家灶頭無煙火     | 孔太          | 第57集            |
| 2011年       | 法證先鋒III        | 梁翠嫻        | 第29集            |
| 2012年       | 當旺爸爸           | 大排檔老闆娘  | 第4集             |
| 2012年       | 愛·回家 (第一輯)   | 蔡淑君        |                   |
| 2012年       | 法網狙擊           | 媳婦          | 第3集             |
| 2013年       | 幸福摩天輪         | 徐秀萍        | 第16集            |
| 2014年       | 廉政行動2014       | Winnie        | 單元五            |
| 2014年       | 點金勝手           | 資孝清        |                   |
| 2014年       | 忠奸人             | 游美嫺        |                   |
| 2015年       | 宦海奇官           | 文鳳英        |                   |
| 2015年       | 四個女仔三個BAR    | 王官          |                   |
| 2015年       | 愛·回家 (第二輯)   | 蔡淑君        | 第932、935集      |
| 2016年       | 一屋老友記         | 驄侄女        | 第12-13集         |
| 2017年       | 財神駕到           | 洪瑞嬌        |                   |
| 2017年       | 親親我好媽         | Joyce         |                   |
| 2017年       | 與諜同謀           | 張董事        | 第11、17集        |
| 2017年       | 誇世代             | 大學主任      | 第1集             |
| 2017年       | 溏心風暴3          | 陳校長        | 第3集             |
| 2018年       | 波士早晨           | 余美珩        |                   |
| 2018年       | 棟仁的時光         | 娟            | 第6-7、12、14集   |
| 2018年       | BB來了             | 姨媽          | 第11集            |
| 2018年       | 是咁的，法官閣下   | 韓官          | 第19集            |
| 2018至2019年 | 愛·回家之開心速遞  | 賀飛鳳        | 第333集           |
| 2018至2019年 | 愛·回家之開心速遞  | 昂萍          | 第587集           |

### 電影
| 年份   | 劇名         | 角色               | 備註 |
| 2023年 | 《毒舌大狀》 | 高等法院上訴庭法官 |      |